# John Kassir
John Kassir (n. 24 octombrie 1957) este un actor american, actor de voce și comic care este cel mai cunoscut pentru că a interpretat vocea lui Crypt Keeper din franciza HBO Tales from the Crypt. Kassir mai este cunoscut pentru vocea lui Ray "Raymundo" Rocket din serialul de animație Rocket Power sau a lui Raccoon Meeko din filmul din 1995 Pocahontas.